# Kamyk (gmina)

Gmina na tle zmieniającego się podziału administracyjnego powiatu częstochowskiego

Kamyk – dawna gmina wiejska, istniejąca do 1954 roku oraz w latach 1973–1976 w woj. kieleckim, katowickim, stalinogrodzkim i częstochowskim (dzisiejsze woj. śląskie). Siedzibą władz gminy był Kamyk.

## Historia

### Pierwsza gmina
Za Królestwa Polskiego gmina Kamyk należała do powiatu częstochowskiego w guberni piotrkowskiej. 19 maja?/31 maja 1870 do gminy przyłączono pozbawiony praw miejskich Kłobuck (odzyskał je w 1919 roku).
W okresie międzywojennym gmina Kamyk należała do powiatu częstochowskiego w woj. kieleckim. 1 stycznia 1923 od gminy Kamyk odłączono wsie Zagórze i Zakrzew, które włączono do Kłobucka. 1 kwietnia 1930 do gminy Kamyk przyłączono wieś Czarny Las z lasem Kontrewers, którą włączono z gminy Grabówka.
Po wojnie gmina przejściowo zachowała przynależność administracyjną, lecz już 6 lipca 1950 roku została wraz z całym powiatem częstochowskim przyłączona do woj. katowickiego (od 9 marca 1953 pod nazwą woj. stalinogrodzkie).
1 lipca 1952 roku gmina weszła w skład nowo utworzonego powiatu kłobuckiego. Jednocześnie gmina została mocno okrojona, kiedy duża część jej obszaru weszła w skład nowych gmin: gminy Lubojna (gromady Czarny Las i Kuźnica Kiedrzyńska), gminy Wręczyca Wielka (gromady Grodzisko i Pierzchno) i gminy Ostrowy nad Okszą (obszary leśne); do gminy Kamyk przyłączono natomiast gromadę Łobodno z gminy Miedźno.
Po tych zmianach, 1 lipca 1952 roku, gmina Kamyk składała się z 8 gromad: Biała Dolna, Biała Górna, Gruszewnia, Kamyk, Kopiec, Libidza, Łobodno i Nowa Wieś. Jednostka została zniesiona 29 września 1954 roku wraz z reformą wprowadzającą gromady w miejsce gmin. Z terenu gminy utworzono gromady Biała Górna, Kamyk, Libidza i Łobodno.

### Druga gmina
Gmina została reaktywowana 1 stycznia 1973 roku w powiecie kłobuckim w woj. katowickim w składzie Biała Dolna, Biała Górna, Borowianka, Gruszewnia, Kamyk, Kopiec, Libidza, Łobodno i Nowa Wieś. 1 czerwca 1975 roku gmina weszła w skład nowo utworzonego woj. częstochowskiego. 1 stycznia 1977 roku gmina została zniesiona, a z jej obszaru (oraz z części znoszonych gmin Gnaszyn Dolny i Truskolasy) utworzono nową gminę Kłobuck.

### Próba odtworzenia gminy
Od 2011 roku w części wsi gminy Kłobuck odbywały się zebrania grupy inicjatywnej na rzecz odtworzenia gminy Kamyk. 7 stycznia 2013 roku rozpoczęło się oficjalne zbieranie podpisów pod wnioskiem o referendum w sprawie utworzenia nowej gminy z terenu sołectw Biała, Borowianka, Kamyk, Kopiec i Nowa Wieś.
5 marca 2013 roku pełnomocnik inicjatorów referendum złożył wniosek do burmistrza Kłobucka o przeprowadzenie referendum wraz z podpisami osób popierających inicjatywę. 12 marca rada gminy Kłobuck powołała komisję ds. rozpatrzenia wniosku o referendum. Posiedzenie stosownej komisji odbyło się 21 marca 2013 roku. Termin referendum w sprawie utworzenia gminy wyznaczono na 14 lipca 2013 roku, jednak do referendum nie doszło z powodu niewpłynięcia na czas opinii urzędu wojewódzkiego o skutkach podziału gminy. Grupa inicjatywna zaskarżyła brak decyzji gminy do Wojewódzkiego Sądu Administracyjnego w Gliwicach, ale ten przyznał rację gminie Kłobuck. W następnych tygodniach po otrzymaniu opinii gmina jednak nie kontynuowała procedury przygotowania do referendum, w związku z czym grupa inicjatywna ponownie odwołała się do Wojewódzkiego Sądu Administracyjnego w Gliwicach, a ten przyznał rację grupie. Burmistrz Kłobucka zapowiedział niepodejmowanie dalszej drogi sądowej.
Po uprawomocnieniu się tego wyroku 6 grudnia komisarz wyborczy ogłosił 9 grudnia termin referendum, termin został wyznaczony na 19 stycznia 2014 roku. W głosowaniu wzięło udział 67,9% mieszkańców terenów dążących do secesji, ale w pozostałej części gminy Kłobuck zagłosowało jedynie kilkaset osób, w efekcie czego referendum okazało się nieważne z powodu zbyt niskiej frekwencji. Inicjatorzy referendum zapowiedzieli po przegranym referendum odwołanie do rządu, argumentując że nie jest możliwe przeprowadzenie ważnego referendum przy jego lekceważeniu lub bojkocie ze strony mieszkańców Kłobucka.